# Hubert Hammers
Hubert (Bub) Hammers (* 19. Februar 1925 in Herzogenrath-Kohlscheid; † 19. März 2012 ebenda)  war  ein deutscher Politiker (SPD).
Hubert Hammers war Elektromeister und leitete einen eigenen Betrieb. 
Hubert Hammers war von 1979 bis 2007 Mitglied im Rat der Stadt Herzogenrath. Hier war er u. a. Vorsitzender des Bau- und Verkehrsausschusses. 
Neben seinem politischen Engagement war er bis zu seinem Tode eng mit dem Fußballverein Kohlscheider BC verbunden. Hier war er von 1969 bis 1993 erster Vorsitzender. Nach seinem Rückzug wurde er zum Ehrenvorsitzenden ernannt. 
Von 1981 bis 1988 war er ebenfalls im Aufsichtsrat der ehemaligen Volksbank Kohlscheid e.V. tätig. 
Hubert Hammers wurde für seine Verdienste 1986 mit der Verdienstmedaille der Bundesrepublik Deutschland und 1992 mit dem Bundesverdienstkreuz am Bande der Bundesrepublik Deutschland geehrt. 1993 erhielt er die DFB-Verdienstnadel. Weiter würdigte ihn die Stadt Herzogenrath im Jahre 2000 mit dem Ehrenring der Stadt. 